# Унэгэтэй (Заиграевский район)
Унэгэтэ́й (бур. Υнэгэтэй — «лисье [место]») — село в Заиграевском районе Бурятии. Административный центр сельского поселения «Унэгэтэйское».

## География
Расположено на левом берегу реки Курбы в 44 км к северо-востоку от районного центра посёлка Заиграево, в 4 км севернее региональной автодороги Р436 Улан-Удэ — Романовка — Чита.

## История
Село основано в 1799 году из заимок по реке Курбе, населённых с 1720-х годов. Позже в село прибыла группа забайкальских старообрядцев-семейских из Куйтуна Тарбагатайской волости. В 1895 году открыта школа.
В 1920 году образована коммуна «Красный пахарь». В 1929 году — колхозы им. Кирова и им. Орджоникидзе. В 1935 году основан цех по переработке патоки и крахмала, от которого пошёл Унэгэтэйский консервный завод. В 1959 году колхозы объединились в совхоз «Онохойский»; преобразован в 1988 году в ПО «Унэгэтэйское».
Село Унэгэтэй было административным центром вновь образованного Заиграевского района Бурят-Монгольской АССР с 11 февраля по 17 сентября 1935 года.

## Население
| 2002 | 2010  |
| ---- | ----- |
| 2130 | ↘1896 |

## Экономика
- ООО «Агро-В» — предприятие на базе бывшего Унэгэтэйского консервного завода.

## Инфраструктура
Средняя общеобразовательная школа, детский сад, дом культуры, три ТОСа, врачебная амбулатория, почта, 3-й Заиграевский отряд МЧС.